# Белл, Уильям Брент
Уильям Брент Белл (англ. William Brent Bell) — американский кинорежиссёр, сценарист и кинопродюсер. Он принимал участие в создании следующих фильмов ужасов: «Остаться в живых» (2006), «Одержимая» (2012), «Оборотень» (2013), «Кукла» (2016), «Кукла 2: Брамс» (2020), «Разлука» (2021), «Дитя тьмы: Первая жертва» (2022), а также готовящегося к выходу фильма «Lord of Misrule» (2023). Выпущенные с его участием фильмы собрали в международном прокате более 300 миллионов долларов.

## Жизнь и карьера
Уильям Брент Белл родился в городе Лексингтоне (штат Кентукки, США). Вместе со сценаристом Мэтью Питерманом, Белл написал сценарий «Mercury», впоследствии купленный Universal Studios и спродюсированный Гейл Энн Хёрд. Белл и Петерман продолжили создание нескольких кинопроектов в Universal Studios. Некоторые из них включают «Ignition», детский драматический фильм, созданный в Warner Bros. с продюсерами Куртом Расселом и Голди Хоун, и триллером «Illusion», созданным в Walt Disney Pictures. На телевидении они создали несколько одночасовых сериалов, в том числе «Eye to Eye» с Warner Bros. Television и McG, «Worthy and McGraw» с ABC Television и Tim Minear, а также «The Fix» с Sarah Timberman и Sony Television. Белл и Петерман также принимали участие в разработке ряда компьютерных игр, в том числе Master Thief с Джоном Ву.
Первым фильмом ужасов, в котором Белл выступил в качестве сценариста и режиссёра, стал триллер «Остаться в живых», созданный McG и Peter Schlessel и профинансированный Spyglass Entertainment и Endgame Entertainment. Его купила и тиражировала внутри США компания Buena Vista Pictures, а на международном рынке это делала компания Universal Pictures.
Следующим снятым фильмом ужасов стала картина «Одержимая» в соавторстве с Мэттом Питерманом. Фильм был спродюсирован Питерманом и Моррисом Полсоном (в состав фильма вошли Фернанды Андраде, Саймон Квартерман, Эван Хельмут и Сьюзан Кроули) и выпущен в кинотеатрах 6 января. Несмотря на негативные отзывы, фильм возглавил кассовые сборы в США уже в первые выходные и заработал более 100 миллионов долларов.
В 2013 году Белл начал съёмки своего третьего фильма ужасов «Оборотень», который был выпущен Focus Features. Nav Qateel of Magazine так отозвался о фильме: «Лучший фильм об оборотне, который я видел за последние годы, или, возможно, когда-либо». «Оборотень» был описан на Hirrorrornews.net как «один из лучших фильмов, которые я видел в этом году и его не только нужно посмотреть, но и добавить в свою коллекцию», а также на сайте wickedchannel.com.
В 2014 году Белл продал свою работу «Posthuman» в USA Network и UCP с продюсером Джейсоном Блумом. В 2015 году организовал серию в Fox под названием «Haunted». Белл стал режиссёром и сценаристом шоу вместе с Крисом Морганом в франшизе «Fast & Furious». Работа 20th Century Fox Television основана на настоящих событиях, описанных в книге «The Demon of Brownsville Road: A Pittsburgh Family's Battle with Evil».
14 июля 2014 года было объявлено, что Белл снимет фильм ужасов о сверхъестественном «Кукла», который Том Розенберг и Гари Лучеси продюсировали через Lakeshore Entertainment вместе с Мэттом Беренсоном, Джимом Ведаа и Роем Ли через Vertigo Entertainment. Сценарий написала Стейси Менар. 23 января 2015 года Лорен Коэн присоединилась к актёрскому составу фильма. 11 марта 2015 года были объявлены остальные актёры, в том числе Джим Нортон, Диана Харсстл, Бен Робсон, Руперт Эванс и Джеймс Рассел. Основные съёмки фильма «Кукла» начались в Виктории (Британская Колумбия) 10 марта 2015 года. STX Entertainment приобрела права на показ фильма в США, и выпустила его в Северной Америке 22 января 2016 года, вместе с фильмами «Дедушка лёгкого поведения» и «5-я волна», запущенными в прокат в тот же день. Фильм «Кукла» собрал 36 миллионов долларов в США и Канаде и 41 миллион долларов в международном прокате. Общая сумма кассовых сборов составила 77 миллионов долларов США при затраченном бюджете менее 8 миллионов долларов. Крис Александр из ShockTilYouDrop назвал это «одним из лучших современных фильмов ужасов, виденных мной за последние годы». Джо Лейдон раскритиковал сюжетную линию как среднюю и прокомментировал: «Несмотря на потуги актёрского состава, этот фильм никогда не бывает настолько страшным, чтобы оправдать свою глупую предпосылку». В 2017 году GQ Magazine назвал этот фильм «самый недооценённый фильм ужасов 2016 года».
В 2019 году Белл снял продолжение фильма «Кукла» — «Кукла 2: Брамс», являющегося американским фильмом ужасов о сверхъестественном, в съёмках которого приняли участие Кэти Холмс, Ральфа Айнесона, Кристофера Конвери и Оуайн Йоман. Независимое продолжение фильма «Кукла» 2016 года было написано Стейси Менэр и выпущено 21 февраля 2020 года. Позже в том же году Белл стал продюсером и режиссёром фильма ужасов «Разлука», написанного по сценарию Ника Амадея и Джоша Брауна. В съёмках приняли участие Руперт Френд, Вайолет Макгроу, Мэми Гаммер, Мэдлин Брюер и Брайан Кокс. В марте 2021 года «Open Road Films» и «Briarcliff Entertainment» получили права на тиражирование фильма и выпустили его 30 апреля 2021 года.
В 2021 году Белл стал режиссёром фильма «Дитя тьмы: Первая жертва», предстоящего американского фильм ужасов по сценарию Дэвида Коггешалла. Это приквел фильма 2009 года «Дитя тьмы». Дэвид Лесли Джонсон-Макголдрик выступает в качестве исполнительного продюсера. Изабель Фурман повторяет свою роль Эстер, вместе с Джулией Стайлз, которая также выступит в главной роли. В сентябре 2021 года было объявлено, что «Paramount Pictures» приобрела права на распределение фильма в США. Фильм «Дитя тьмы: Первая жертва» был выпущен в США 19 августа «Paramount Players» в кинотеатрах, цифровом виде и на стриминговых сервисах через дочернюю компанию «Paramount+». По состоянию на 25 сентября 2022 года фильм собрал 5,4 миллиона долларов США в Соединённых Штатах и Канаде, и 14,1 миллиона долларов в остальном мире. Общемировые сборы составили 19,5 миллиона долларов. В отзывах на агрегаторе «Rotten Tomatoes» фильм имеет рейтинг одобрения 72 % на основе 137 обзоров.
На конец 2022 года Белл находился на съёмках фильма «Lord of Misrule», фильма ужасов, планируемого к выпуску в 2023 году с участием Таппс Миддлтон, Ральфа Инесона и Мэтта Стоко.

## Фильмография
| Год  | Название фильма          | Режиссёр | Сценарист | Продюсер |
| ---- | ------------------------ | -------- | --------- | -------- |
| 1997 | Sparkle and Charm        | Да       | Да        | Да       |
| 2006 | Остаться в живых         | Да       | Да        | Нет      |
| 2012 | Одержимая                | Да       | Да        | Нет      |
| 2013 | Оборотень                | Да       | Да        | Нет      |
| 2016 | Кукла                    | Да       | Нет       | Нет      |
| 2020 | Кукла 2: Брамс           | Да       | Нет       | Нет      |
| 2021 | Разлука                  | Да       | Нет       | Да       |
| 2022 | Дитя тьмы: Первая жертва | Да       | Нет       | Нет      |
| 2023 | Lord of Misrule          | Да       | Нет       | Да       |